# Vak végzet
A Vak végzet (eredeti cím: Blind Fury) 1989-ben bemutatott amerikai akcióvígjáték, melyet Charles Robert Carner forgatókönyvéből Phillip Noyce rendezett. A főbb szerepekben Rutger Hauer, Brandon Call, Terry O’Quinn, Lisa Blount, Randall Cobb és Noble Willingham látható.
Egy vak vietnámi veterán, aki kardforgatóvá vált, Amerikába érkezik, ahol segít megmenteni egy katonatársa fiát.
Az Interscope Communications gyártásában készült, a TriStar Pictures forgalmazásában jelent meg. Németországban 1989. augusztus 17-én, az Amerikai Egyesült Államokban 1990. március 16-án, Magyarországon 1990. július 19-én mutatták be a mozikban.

## Cselekmény
Nick Parker a vietnámi háború során vesztette el a látását. Egy ottani kis falu lakói maguk közé vették, ahol kitanulta, hogyan tud karddal vakon is profi harcossá válni. Képes rá, hogy egy eldobott gyümölcsöt a kardjával a levegőben négyfelé hasítson, mielőtt az leeshetne.
Húsz évvel később tér vissza az Amerikai Egyesült Államokba, hogy találkozzon Frank Devereaux-val, régi katonatársával. Frank vegyész és robbantási szakértő. Frank alvilági főnöke kábítószerek előállítására kényszeríti Franket, és erre azzal ösztönzi, hogy a barátnőjével zsarolja. Frank elvált, felesége és fia másik városban él. Hozzájuk érkezik meg Parker, majd nem sokkal később néhány bérgyilkos, akik el akarják rabolni Billyt, Frank fiát, hogy biztosak legyenek Frank munkájában. Parker a botjába rejtett kardjával szembeszáll a támadókkal, akik közül többeket megöl. Az egyik bérgyilkos a puskájával hasba lövi az asszonyt, aki arra kéri Parkert, vigyázzon a fiára. Parker elviszi magával a fiút.
Parker ezután Billyvel együtt indul el megkeresni az apát, közben leszámol az útjába kerülő bűnözőkkel.

## Szereplők
| Szerep                   | Színész            | Magyar hang            |
| ------------------------ | ------------------ | ---------------------- |
| Nick Parker              | Rutger Hauer       | Helyey László          |
| Frank Devereaux          | Terry O’Quinn      | Márton András          |
| Annie Winchester         | Lisa Blount        | Eszenyi Enikő          |
| Billy Devereaux          | Brandon Call       | Minárovits Péter       |
| Slag                     | Randall „Tex” Cobb | Kránitz Lajos          |
| Cobb                     | Charles Cooper     | Kun Vilmos             |
| MacCready                | Noble Willingham   | Tolnai Miklós          |
| Lyle Pike                | Nick Cassavetes    | Jakab Csaba            |
| Tector Pike              | Rick Overton       | Kerekes József         |
| Lynn Devereaux           | Meg Foster         | Andresz Kati           |
| A bérgyilkos             | Sho Kosugi         | Sinkovits-Vitay András |
| Bandavezér               | Paul James Vasquez | Balázsi Gyula          |
| korrupt zsaruk Miami-ban | Woody Watson       | Konrád Antal           |
| korrupt zsaruk Miami-ban | Alex Morris        | Izsóf Vilmos           |